# Ascensor espacial lunar

Diagrama que mostra els ascensors espacials lunars equatorials i polars que passen per L_{1}. Un ascensor L₂ reflectiria aquesta disposició al lloc oposat de la Lluna, i la càrrega que caigués des del seu extrem seria llançada cap l'exterior del sistema solar.

Un ascensor espacial lunar és un sistema de transport proposat per moure un vehicle mecànic d'escalada cap amunt i cap avall per un cable lligat en forma de cinta que s'estableix entre la superfície de la Lluna "a la part inferior" i un port d'acoblament suspès a desenes de milers de quilòmetres per sobre de l'espai a la part superior.
És similar en concepte a la idea més coneguda de l'ascensor espacial basat en la Terra, però, atès que la gravetat superficial de la Lluna és molt inferior a la de la Terra, es poden complir els requisits d'enginyeria per construir un sistema d'ascensors lunars utilitzant materials i tecnologia ja disponibles. Per a un ascensor lunar, el cable o tether s'estén considerablement més lluny de la superfície lunar cap a l'espai que un s'utilitzaria en un sistema basat en la Terra. No obstant això, la funció principal d'un sistema d'elevadors espacials és la mateixa en qualsevol dels dos casos; ambdós permeten un mitjà reutilitzable i controlat de transport de càrregues útils de càrrega, o possiblement persones, entre una estació base al fons d'un pou de gravetat i un port d'acoblament a l'espai exterior.
Un ascensor lunar podria reduir significativament els costos i millorar la fiabilitat dels equips d'aterratge suau a la superfície lunar. Per exemple, permetria utilitzar accionaments de baixa empenta eficients en massa (alt impuls específic), com ara els propulsors iònics que d'una altra manera no podrien aterrar a la Lluna. Com que el port d'acoblament estaria connectat al cable en un entorn de microgravetat, aquestes i altres unitats poden arribar al cable des de l'òrbita terrestre baixa (OTB o LEO) amb un mínim de combustible llançat des de la Terra. Amb els coets convencionals, el combustible necessari per arribar a la superfície lunar des de l'òrbita terrestre baixa és moltes vegades la massa de l'aterratge, de manera que l'ascensor pot reduir els costos de llançament de les càrregues útils destinades a la superfície lunar en un factor similar.

## Ubicació
Hi ha dos punts a l'espai on el port d'acoblament d'un ascensor podria mantenir una posició estable i sincrònica amb la Lluna: els punts de Lagrange Terra-Lluna L1 i L₂.
L'excentricitat de 0,055 de l'òrbita lunar significa que aquests punts no es fixen en relació amb la superfície lunar: L1 es troba a 56.315 km +/- 3.183 km de la cara visible de la Lluna, orientat a la Terra (a l'equador lunar) i L₂ es troba a 62.851 km +/- 3.539 km del centre de la cara oculta de la Lluna, en la direcció oposada.
En aquests punts, l'efecte de la gravetat de la Lluna i l'efecte de la força centrífuga resultant de la rotació sincrònica i del cos rígid del sistema d'ascensors s'anul·len mútuament. Els punts lagrangians L1 i L₂ són punts d'equilibri gravitatori inestable, és a dir, que es necessitaran petits ajustaments inercials per assegurar que qualsevol objecte que hi sigui posicionat pugui romandre estacionari en relació amb la superfície lunar.
Ambdues posicions es troben substancialment més lluny dels 36.000 km de la Terra fins a l'òrbita geoestacionària. A més, el pes de l'extremitat del sistema de cables que s'estén fins a la Lluna s'hauria d'equilibrar amb el cable que s'estengués més amunt, i la lenta rotació de la Lluna significa que l'extremitat superior hauria de ser molt més llarga que un sistema terrestre, o estar coronat per un contrapès molt més massiu.
Per suspendre un quilogram de cable o de càrrega útil just per sobre de la superfície de la Lluna requeriria 1.000 kg de contrapès i 26.000 km a partir del punt Lagrange L1. (Un contrapès més petit en un cable més llarg, per exemple, 100 kg a una distància de 230.000 km, a més de la meitat de la Terra) tindria el mateix efecte d'equilibri.) Sense la gravetat de la Terra per atraure-la, el quilogram més baix d'un cable L₂ requeriria 1.000 kg de contrapès a una distància de 120.000 km de la Lluna. La distància mitjana Terra-Lluna és de 384.400 km.
Normalment es considera que el punt d'ancoratge d'un ascensor espacial es troba a l'equador. No obstant això, hi ha diversos casos possibles per situar una base lunar en un dels pols de la Lluna; una base sobre un pic de llum eterna podria aprofitar l'energia solar gairebé contínua, per exemple, o bé petites quantitats d'aigua i altres volàtils poden quedar atrapats en fons de cràters amb ombra permanent. Un ascensor espacial es podria ancorar prop d'un pal lunar, encara que no directament. Es podria fer servir un tramvia per portar el cable fins al pol amb la resta de la via, amb la baixa gravetat de la Lluna permetent torres de suport molt més altes i distàncies més amples entre elles del que seria possible a la Terra.
No obstant això, hi ha diversos casos possibles per situar una base lunar en un dels pols de la Lluna; una base sobre un pic de llum eterna podria aprofitar l'energia solar gairebé contínua, per exemple, o bé petites quantitats d'aigua i altres productes volàtils poden quedar atrapats al fons dels cràters amb ombra permanent.
Un ascensor espacial es podria ancorar prop d'un pol lunar, encara que no n'estaria directament. Es podria fer servir un tramvia per portar el cable la resta del camí fins al pol, amb la baixa gravetat de la Lluna permetria unes torres de suport molt més altes i trams més amplis entre aquestes del que seria possible a la Terra.

## Fabricació
A causa de la menor gravetat i manca d'atmosfera de la Lluna, un ascensor lunar tindria requisits menys estrictes per a la resistència a la tracció del material que compon el seu cable que un cable connectat a la Terra. Un ascensor sobre la base de la Terra requeriria materials d'alta resistència a pes que són teòricament possibles, però que encara no estan fabricats a la pràctica (per exemple, nanotubs de carboni). Tanmateix, es podria construir un ascensor lunar utilitzant fibres para-aramidiques d'alta resistència (com Kevlar i M5 de producció massiva disponibles en el comerç o fibra de polietilè de molt alt pes molecular).
En comparació amb un ascensor espacial de la Terra, hi hauria menys restriccions geogràfiques i polítiques sobre la ubicació de la connexió superficial. El punt de connexió d'un ascensor lunar no necessàriament hauria d'estar directament sota el seu centre de gravetat, i fins i tot podria estar a prop dels pols, on les proves suggereixen que hi pot haver aigua gelada en cràters profunds que mai no vegin la llum del sol; en aquest cas, es podria recollir i convertir en combustible per a coets.
Els dissenys d'ascensors espacials terrestres solen tenir una forma cònica de la molla que proporciona un perfil de tensió uniforme en lloc d'una secció transversal uniforme. Com que el requisit de força d'un ascensor espacial lunar és molt inferior al d'un ascensor espacial terrestre, és possible una secció transversal uniforme per a l'ascensor espacial lunar. L'estudi dut a terme per a l'Institut de Conceptes Avançats de la NASA afirma: "Els compostos actuals tenen característiques d'alçada d'uns pocs centenars de quilòmetres, que requeririen relacions de conicitat aproximadament 6 per a Mart, 4 per a la Lluna i aproximadament 6000 per a la Terra. La massa de la Lluna és prou petita perquè es pugui construir un ascensor espacial lunar de secció uniforme, sense cap tipus de conicitat". Una secció transversal uniforme podria fer possible la construcció d'un ascensor espacial lunar en una configuració de politja de doble fixació. Aquesta configuració simplificaria enormement les reparacions d'un ascensor espacial en comparació amb una configuració d'ascensor cònic. Tanmateix, una configuració de politges requeriria un puntal al contrapès de centenars de quilòmetres de llargada per separar la corda ascendent de la corda descendent i evitar que s'enredessin. Una configuració de politges també podria permetre que la capacitat del sistema s'ampliï gradualment mitjançant la unió de nou material de fixació en el punt de Lagrange a mesura que gira la subjecció.

## Història
La idea dels ascensors espacials existeix des de 1960, quan Iuri Artsutànov va escriure un suplement dominical de Pravda sobre com construir una estructura d'aquest tipus i la utilitat de l'òrbita geosincrònica. El 1966, John Dove Isaacs, líder d'un grup d'oceanògrafs estatunidencs de l'Scripps Institution of Oceanography, va publicar un article a Science sobre el concepte d'utilitzar cables prims penjats d'un satèl·lit geoestacionari. En aquest concepte, els cables havien de ser prims (ara s'entén que els fils/ancoratges prims són més susceptibles al dany dels micrometeorides).
El 1972, James Cline va enviar un document a la NASA que descrivia un concepte "cable lunar" similar a un ascensor lunar. La NASA va respondre negativament a la idea citant riscos tècnics i manca de fons.
El 1975, Jerome Pearson va crear independentment el concepte d'ascensor espacial i el va publicar a Acta Astronautica. Això va fer que la comunitat aeroespacial en general fos conscient de l'ascensor espacial per primera vegada. El seu article va inspirar Arthur C. Clarke a escriure la novel·la Les fonts del paradís (publicada el 1979, gairebé simultàniament a la novel·la de Charles Sheffield sobre el mateix tema, The Web Between the Worlds). El 1978 Pearson va estendre la seva teoria a la Lluna i va passar a emprar els punts lagrangians en lloc de tenir-los en òrbita geoestacionària.
El 1977, alguns articles del pioner soviètic espacial Friedrich Zander es van publicar pòstumament, revelant que va concebre una torre espacial lunar el 1910.
El 2005 Jerome Pearson va completar un estudi per a l'Institut de Conceptes Avançats de la NASA que va demostrar que el concepte era tècnicament factible dins de l'estat de la tècnica predominant emprant materials existents disponibles comercialment.
L'octubre de 2011 al lloc web de LiftPort Michael Laine va anunciar que LiftPort persegueix un ascensor espacial lunar com a objectiu provisional abans d'intentar un ascensor terrestre. A la Reunió Anual de 2011 del Lunar Exploration Analysis Group (LEAG), el CTO de LiftPort Marshall Eubanks va presentar un document sobre el prototip d'ascensor lunar coautoritzat per Laine. L'agost de 2012, Liftport va anunciar que el projecte podria començar realment pels vols del 2020. L'abril de 2019, el director general de LiftPort, Michael Laine, no va informar de cap progrés més enllà del disseny conceptualitzat de la companyia d'ascensors lunars.

## Materials
A diferència dels ascensors espacials ancorats terrestres, els materials per als ascensors espacials lunars no requeriran molta força. Els ascensors lunars es poden fabricar amb materials disponibles avui en dia. Els nanotubs de carboni no són necessaris per construir l'estructura. Això permetria construir l'ascensor molt més aviat, ja que els materials disponibles de nanotubs de carboni en quantitats suficients encara queden anys.
Un material que té un gran potencial és la fibra M5.
| Material                                                       | Densitat ρ kg/m3 | Límit d'estrès σ GPa | Alçada de trencament (h = σ/ρg, km) |
| -------------------------------------------------------------- | ---------------- | -------------------- | ----------------------------------- |
| Nanotubs de carboni de paret simple (mesuraments de laboratori | 2266             | 50                   | 2200                                |
| Fibra de carboni Toray (T1000G)                                | 1810             | 6.4                  | 361                                 |
| Fibra de polibenzoxazol d'Aramid, Ltd. (Zylon PBO)             | 1560             | 5.8                  | 379                                 |
| Fibra de polietilè de cadena estesa Honeywell (Spectra 2000)   | 970              | 3.0                  | 316                                 |
| Polímer de bresca de magallanes M5 (amb valors previstos)      | 1700             | 5.7(9.5)             | 342(570)                            |
| Fibra DuPont d'Aramid (Kevlar 49)                              | 1440             | 3.6                  | 255                                 |
| Fibra de vidre (Ref Resistència específica)                    | 2600             | 3.4                  | 133                                 |

Els materials s'utilitzaran per fabricar el cable lligat en forma de cinta que es connectarà des dels punts d'equilibri L1 o L₂ a la superfície lunar. Els vehicles d'escalada que recorreran al llarg d'aquests cables en un sistema d'ascensor acabat no es mouran molt ràpid, on simplificarà així alguns dels reptes de la transferència de càrrega i el manteniment de la integritat estructural del sistema.
Tanmateix, qualsevol objecte petit suspès a l'espai durant períodes prolongats, com serien els cables connectats, és vulnerable als danys causats pels micrometeoroides, de manera que un possible mètode per millorar la seva supervivència seria dissenyar un sistema "multicinta" en lloc de només un cable de connexió simple. Aquest sistema tindria interconnexions a intervals regulars, de manera que si una secció de la cinta es fa malbé, les seccions paral·leles podrien portar la càrrega fins que arribessin vehicles robòtics que substituïssin la cinta tallada. Les interconnexions estarien espaiades a uns 100 km de distància, suficientment petita per permetre a un escalador robòtic portar la massa dels 100 km de cinta de recanvi.

## Vehicles d'escalada
Un mètode per aconseguir que els materials necessaris lunars es posessin en òrbita seria l'ús de vehicles d'escalada robòtica. Aquests vehicles consistirien en dues rodes grans que pressionarien contra les cintes de l'ascensor per proporcionar la suficient fricció per a l'elevació. Els escaladors es podrien configurar per a cintes horitzontals o verticals.
Les rodes serien accionades per motors elèctrics, que obtindrien la seva energia a partir de l'energia solar o de l'energia dels feixos. La potència necessària per pujar a la cinta dependria del camp de gravetat lunar, que baixa del primer percentatge de la distància fins a l'L1. La potència que un escalador necessitaria per travessar la cinta baixa proporcionalment a la proximitat al punt L1. Si un escalador de 540 kg viatgés a una velocitat de quinze metres per segon, quan arribés al set per cent del camí fins al punt L1, la potència necessària baixaria a menys de cent watts, enfront de 10 quilowatts a la superfície.
Un problema amb l'ús d'un vehicle amb energia solar és la manca de llum solar durant algunes parts del viatge. Durant la meitat de cada mes, els panells solars de la part inferior de la cinta romandrien a l'ombra. Una manera de solucionar aquest problema seria llançar el vehicle a la base amb una velocitat determinada i després al pic de la trajectòria, fixar-lo a la cinta.

## Possibles usos
Els materials terrestres es poden enviar a l'òrbita i després baixar a la Lluna per ser utilitzats per les bases i instal·lacions lunars.
L'expresident dels Estats Units George W. Bush, en un discurs sobre la seva visió de l'exploració espacial, va suggerir que la Lluna pogués servir com a construcció, llançament i alimentació econòmica del lloc per a futures missions d'exploració espacial. Com va assenyalar el president Bush, "El sòl (lunar) conté matèries primeres que es podrien recol·lectar i transformar en combustible per a coets o aire respirable." Per exemple, el sistema proposat de coets de càrrega pesant Ares V podria subministrar de manera econòmica matèries primeres des de la Terra a una estació d'acoblament (connectada a l'ascensor lunar com a contrapès,) on es podrien construir i llançar futures naus espacials, mentre que els recursos lunars extrets es podrien enviar des d'una base a la superfície de la Lluna, a prop del punt d'ancoratge de l'ascensor. Si l'ascensor es connectés d'alguna manera a una base lunar construïda a prop del pol nord de la Lluna, els treballadors també podrien extraure el gel d'aigua que se sap que existeix allà, on proporcionaria una àmplia font d'aigua fàcilment accessible per a la tripulació a l'estació d'acoplament de l'ascensor. A més, atès que l'energia total necessària per al trànsit entre la Lluna i Mart és considerablement inferior a la que hi ha entre la Terra i Mart, aquest concepte podria reduir alguns dels obstacles d'enginyeria per enviar els humans a Mart.
L'ascensor lunar també es podria utilitzar per transportar subministraments i materials des de la superfície lunar fins a l'òrbita terrestre i viceversa. Segons Jerome Pearson, molts dels recursos materials de la Lluna es poden extreure i enviar a l'òrbita terrestre amb més facilitat que si es llancessin des de la superfície terrestre. Per exemple, el propi regòlit lunar es podria utilitzar com a material massiu per protegir estacions espacials o naus espacials tripulades en missions llargues de les erupcions solars, la radiació de Van Allen i altres tipus de radiació còsmica. Els metalls i minerals de la Lluna es podrien extreure i utilitzar per a la construcció. Els dipòsits lunars de silici, que es podrien utilitzar per construir panells solars per a grans estacions d'energia solar per satèl·lit, semblen particularment prometedors.
Un desavantatge de l'ascensor lunar és que la velocitat dels vehicles d'escalada podria ser massa lenta per servir de manera eficient com a sistema de transport humà. En contrast amb un ascensor terrestre, la distància més llarga des de l'estació d'acoblament fins a la superfície lunar significaria que qualsevol "cabina de l'ascensor" hauria de poder mantenir una tripulació durant diversos dies, fins i tot setmanes, abans d'arribar a la seva destinació.